# Marcel Duft
Marcel Duft (Francoforte sul Meno, 13 ottobre 1981) è un ex giocatore di football americano tedesco, che ha giocato come wide receiver.
Dopo aver giocato nella sua città natale, dal 2000 si trasferisce ai Rhein Main Razorbacks; nel 2004 passa ai Braunschweig Lions, squadra in cui rimane per due stagioni (inframezzate da una partecipazione alla NIFL nelle file dei RiverCity Rage). Fra il 2006 e il 2010 gioca per i Marburg Mercenaries e trascorre la stagione 2011 ai Wiesbaden Phantoms.

## Palmarès
- 1 German Bowl (Braunschweig Lions, 2005)